# Ransom H. Gillet

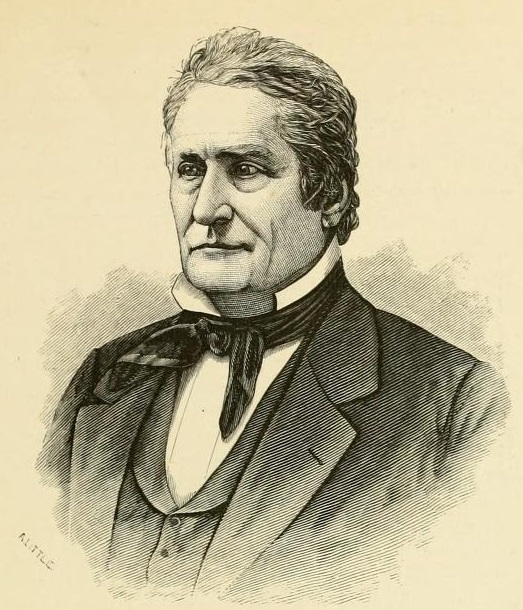
Ransom H. Gillet

Ransom Hooker Gillet (* 27. Januar 1800 in New Lebanon, New York; † 24. Oktober 1876 in Washington, D.C.) war ein US-amerikanischer Jurist und Politiker. Zwischen  1833 und 1837 vertrat er den Bundesstaat New York im US-Repräsentantenhaus.

## Werdegang
Ransom Hooker Gillet wurde Anfang des 19. Jahrhunderts in New Lebanon im Columbia County geboren und wuchs dort auf. Er verfolgte eine akademische Laufbahn. Gillet studierte Jura in Canton. Nach dem Erhalt seiner Zulassung als Anwalt begann er in Ogdensburg zu praktizieren. Zwischen 1830 und 1833 war er Postmeister in Ogdensburg. Als Delegierter nahm er 1832 und 1840 an den Democratic National Conventions teil. Politisch gehörte er der Jacksonian-Fraktion an.
Bei den Kongresswahlen des Jahres 1832 für den 23. Kongress wurde Gillet im 14. Wahlbezirk von New York in das US-Repräsentantenhaus in Washington D.C. gewählt, wo er am 4. März 1833 die Nachfolge von Samuel Beardsley antrat. Nach einer erfolgreichen Wiederwahl verzichtete er im Jahr 1836 auf eine erneute Kandidatur und schied nach dem 3. März 1837 aus dem Kongress aus.
Zwischen 1837 und 1839 war er als Kommissar für die New York Indianer verantwortlich. Er wurde zum Register of the Treasury ernannt – eine Stellung, die er vom 1. April 1845 bis zum 27. Mai 1847 innehatte. Zu jenem Zeitpunkt wurde er zum Solicitor of the Treasury ernannt. Er bekleidete diesen Posten bis zum 31. Oktober 1849. Als Assistant Attorney General war er zwischen 1855 und 1858 tätig. Man ernannte ihn zum Solicitor am Court of Claims, wo er zwischen 1858 und 1861 seinen Dienst nachging. 1867 zog er sich aus dem öffentlichen Leben zurück und widmete sich literarischen Schaffen. Er verstarb am 24. Oktober 1876 in Washington D.C. und wurde dann auf dem Glenwood Cemetery beigesetzt.